# كودرونجيانوس
كودرونجيانوس، (بالإنجليزية: Codrongianos)‏، (سردينيا: Codronzànos)، هي بلدية في مقاطعة ساساري، في المنطقة الإيطالية سردينيا، وتقع على بعد حوالي 170 كم (110 ميل) شمال كالياري، وحوالي 13 كم (8 ميل) جنوب شرق ساساري.

## السكان
في سنة 1861 بلغ عدد السكان 1٬156 نسمة، وتطور العدد ليصل في سنة 2011 لـ 1٬346 نسمة.
يظهر هذا المخطط البياني تطور النمو السكاني لـ كودرونجيانوس